# 井上裕朗
井上 裕朗（いのうえ ひろお、1971年10月24日 - ）は、日本の俳優、演出家。PLAY/GROUND Creation 代表。

## 来歴
東京都出身。麻布中学校・高等学校を経て、東京大学経済学部経営学科卒業。大学卒業後、米系外資系証券会社に勤務。
2002年北区つかこうへい劇団養成所に入所。俳優活動を開始。以降、小劇場を中心にさまざまな団体の作品に出演している。
2015年より俳優主体の創作ユニット「PLAY/GROUND Creation」を主宰。

## 出演

### 舞台

#### 2002年
- 北区つかこうへい劇団『長嶋茂雄殺人事件』（シアターX）
- 少年隊ミュージカル『Playzone2002~愛史』（青山劇場）

#### 2004年
- 演劇倶楽部座『少年探偵団』（紀伊國屋ホール）
- 演劇倶楽部座『肝っ玉おっ母とその子供たち』（草月ホール）

#### 2006年
- TPT 第56回公演『血の婚礼』（ベニサンピット）

#### 2007年
- 地人会実験劇場3『ビルマの竪琴』（ベニサンピット）
- TPT 第63回公演『PIAF』（ベニサンピット）

#### 2008年
- TPT 第66回公演『ミステリア・ブッフ』（ベニサンピット）
- 演劇集団砂地 第2回公演『あわれ彼女は娼婦』（神楽坂die pratze）
- TPT 第67回公演『ミザントロオプ』（ベニサンピット）
- 乞局 第15回公演『邪沈』（笹塚ファクトリー）
- アトリエ・センターフォワード『その川に流るるは…』（銀座みゆき館劇場）

#### 2009年
- 流山児★事務所『ユーリンタウン ザ・ミュージカル』（座・高円寺1）
- アトリエ・センターフォワード『一条家サロン』（シアター風姿花伝）
- 乞局 第17回公演『汚い月』（笹塚ファクトリー）
- 演劇集団砂地 番外公演『ナノ クライシス ポルノグラフィティ』（SPACE雑遊）

#### 2010年
- reset-N ver.25.0『青』（下北沢ザ・スズナリ）
- T Factory『大市民』（吉祥寺シアター）
- 乞局 第18回公演『裂躯』（笹塚ファクトリー）
- TPT 第74回公演『かもめ』（不忍池水上音楽堂）
- 箱庭円舞曲 第15楽章『気付かない奴は最強』（駅前劇場）
- アトリエ・センターフォワード『中庭にリング』（シアター風姿花伝）

#### 2011年
- 箱庭円舞曲 第16楽章『珍しい凡人』（駅前劇場）
- DULL-COLORED POP vol.10『Caesiumberry Jam』(BOX in BOX THEATER)[2]
- 箱庭円舞曲 第17楽章『いつも誰かのせいにする』（駅前劇場）
- 中島みゆき 夜会 VOL.17『2/2』（赤坂ACTシアター）- 声の出演
- T Factory『路上3.11(路上4)』（SPACE雑遊）

#### 2012年
- イキウメ『ミッション』（シアタートラム／ABCホール／西鉄ホール）
- 演劇集団砂地 第8回公演『RUR』（上野ストアハウス）

#### 2013年
- テアトル・ド・アナール vol.2『従軍中のウィトゲンシュタイン』（こまばアゴラ劇場）
- アトリエ・センターフォワード『ヘッダ・ガブラー』（ギャラリーLE DECO）
- 風琴工房 Code.33『hedge』（下北沢ザ・スズナリ）
- ジェットラグプロデュース『呪い』（赤坂RED/THEATER）

#### 2014年
- 青☆組 vol.19『人魚の夜』（こまばアゴラ劇場）
- TRASHMASTERS vol.20『虚像の礎』（座・高円寺1）
- ZU々『Being at home with Claude ～クロードと一緒に～』（青山円形劇場）
- DULL-COLORED POP vol.14『河童』（吉祥寺シアター）
- テアトル・ド・アナール vol.3『トーキョー・スラム・エンジェルス』（青山円形劇場）
- 中島みゆき 夜会 VOL.18『橋の下のアルカディア』（赤坂ACTシアター）- 声の出演

#### 2015年
- T Factory「東京/NY往復書簡」公開リーディング『第二章 森にて in the forest』（森下スタジオ）

#### 2016年
- the PLAY/GROUND vol.0『背信 | ブルールーム』（シアター風姿花伝）- 演出・出演
- T Factory『ハイヌーン／マスクマン』（SPACE梟門）
- DULL-COLORED POP vol.17『演劇』（王子小劇場）
- 風琴工房『insider-hedge2』(Half Moon Hall)
- 中島みゆき 夜会 VOL.19『橋の下のアルカディア』（赤坂ACTシアター）- 声の出演

#### 2017年
- 下北澤姉妹社『月の姉妹』（シアター711）
- T Factory「東京/NY往復書簡」公開リーディング『第三章 わたしは黄金の破片の上を往く I Walk on Golden Splinters』（森下スタジオ）
- マコンドープロデュース『祖国は我らのために』（すみだパークスタジオ倉）
- T Factory『エフェメラル・エレメンツ』（吉祥寺シアター）
- 風琴工房『ちゅらと修羅』（下北沢ザ・スズナリ）

#### 2018年
- ジャパン・プレミア公演プロジェクト『アスファルト・キス』（あうるすぽっと）
- ピウス企画『WHEREABOUTS』（萬劇場）
- DULL-COLORED POP vol.18 福島三部作：第一部先行上演『1961年：夜に昇る太陽』（こまばアゴラ劇場／いわきアリオス小劇場）
- 箱庭円舞曲 第26楽章『父が燃えない』（浅草九劇）
- ピウス企画『ペイン・コレクター』(BIG TREE THEATER)
- serial number 01『アトムが来た日』（下北沢ザ・スズナリ）

#### 2019年
- DULL-COLORED POP vol.19『くろねこちゃんとベージュねこちゃん』（サンモールスタジオ）- 演出・出演
- DULL-COLORED POP vol.20 福島三部作：第一部『1961年：夜に昇る太陽』／第三部『2011年：語られたがる言葉たち』（東京芸術劇場シアターイースト／in→dependent theatre 2nd／いわきアリオス小劇場）
- T Factory『ノート』（吉祥寺シアター）

#### 2020年
- unrato#6『冬の時代』（東京芸術劇場シアターウエスト）
- 亜細亜の骨『食用人間～トリコジカケの中華料理～』（ウエストエンドスタジオ）
- PLAY/GROUND Creation『BETRAYAL 背信』（赤坂RED/THEATER）- 演出[3]

#### 2021年
- ピウス企画『虚言癖倶楽部』（シアターKASSAI）
- TPAM2021／DULL-COLORED POP『福島三部作』（KAAT神奈川芸術劇場大スタジオ）
- PLAY/GROUND Creation #2『Navy Pier 埠頭にて』（横浜赤レンガ倉庫1号館3Fホール）- 演出[4]

#### 2022年
- PLAY/GROUND Creation #3『The Pride』（赤坂RED/THEATER）- 演出・出演[5][6]
- PLAY/GROUND Creation #4『CLOSER』（シアター風姿花伝）- 演出[7]

#### 2023年
- TRASHMASTERS vol.37『入管収容所』（すみだパークシアター倉）- 出演
- PLAY/GROUND Creation #5『Spring Grieving』（サンモールスタジオ）- 原案・構成・演出[8]
- TRASHMASTERS vol.38『チョークで描く夢』（駅前劇場）- 出演

#### 2024年
- パンケーキの会 リーディング公演『壊れたガラス』（Com.Cafe 音倉）- 出演[9]
- 9PROJECT vol.20『象』（上野ストアハウス） - 出演[10]

#### 2025年
- EVIDENT PROMOTION 1st ACT『これが戦争だ』（シアター711）[11]

### テレビドラマ
- 日本テレビ『家族貸します 〜ファミリー・コンプレックス』（2012年）
- 日本テレビ『悪夢ちゃん』（第5話）（2012年）
- 日本テレビ『斉藤さん2』（第4話）（2013年）
- 日本テレビ『エンジェル・ハート』（第5話）（2015年）
- 日本テレビ VRドラマ『ゴースト刑事 日照荘殺人事件』（2018年）
- 日本テレビ『プリティが多すぎる』（第6話）（2018年）
- NHK『腐女子、うっかりゲイに告る。』（第7話）（2019年）
- 日本テレビ『君と世界が終わる日に』（第3話/第6話）（2021年）
- 日本テレビ『ボイスⅡ 110緊急指令室』（第4話）（2021年）

### ラジオドラマ
- NHK-FM 青春アドベンチャー『クリスマス・キャロル』（2013年）
- NHK-FM 青春アドベンチャー『白狐魔記 源平の風』（2014年）
- NHK-FM 青春アドベンチャー『チョウたちの時間』（2015年）
- NHK-FM FMシアター『ホワイトダスト』（2016年）